# Parque Tres de Febrero
Parque Tres de Febrero är en park i Argentina.   Den ligger i provinsen Buenos Aires, i den centrala delen av landet, i huvudstaden Buenos Aires. Parque Tres de Febrero ligger 17 meter över havet.
Terrängen runt Parque Tres de Febrero är mycket platt. Havet är nära Parque Tres de Febrero åt nordost. Runt Parque Tres de Febrero är det mycket tätbefolkat, med 10 000 invånare per kvadratkilometer.. Närmaste större samhälle är Buenos Aires, 5,6 km sydost om Parque Tres de Febrero. 
Runt Parque Tres de Febrero är det i huvudsak tätbebyggt.